# Jechezkel Chazom
Jechezkel Chazom (30. listopadu 1946, Irák – 21. března 2023) byl izraelský fotbalista, útočník. 

## Fotbalová kariéra
V izraelské lize hrál za Hapoel Tel Aviv FC. S týmem vyhrál dvakrát ligu a jednou izraelský fotbalový pohár a v roce 1967 i asijskou ligu mistrů. Dále hrál i za Hapoel Ramla a Hapoel Aškelon FC. Za reprezentaci Izraele nastoupil v letech 1965–1973 v 5 utkáních. Byl členem izraelské reprezentace na Mistrovství světa ve fotbale 1970, ale v utkání nenastoupil a zůstal mezi náhradníky.

## Ligová bilance
| Ročník                           | Zápasy | Góly | Klub               |
| -------------------------------- | ------ | ---- | ------------------ |
| Izraelská fotbalová liga 1963/64 | 4      | 1    | Hapoel Tel Aviv FC |
| Izraelská fotbalová liga 1964/65 | 25     | 6    | Hapoel Tel Aviv FC |
| Izraelská fotbalová liga 1965/66 | 24     | 6    | Hapoel Tel Aviv FC |
| Izraelská fotbalová liga 1966/67 | -      | -    | Hapoel Tel Aviv FC |
| Izraelská fotbalová liga 1967/68 | -      | -    | Hapoel Tel Aviv FC |
| Izraelská fotbalová liga 1968/69 | 30     | 8    | Hapoel Tel Aviv FC |
| Izraelská fotbalová liga 1969/70 | 29     | 9    | Hapoel Tel Aviv FC |
| Izraelská fotbalová liga 1970/71 | 28     | 7    | Hapoel Tel Aviv FC |
| Izraelská fotbalová liga 1971/72 | 27     | 10   | Hapoel Tel Aviv FC |
| Izraelská fotbalová liga 1972/73 | 27     | 16   | Hapoel Tel Aviv FC |
| Izraelská fotbalová liga 1973/74 | 24     | 7    | Hapoel Tel Aviv FC |
| Izraelská fotbalová liga 1974/75 | 194    | 3    | Hapoel Tel Aviv FC |
| Izraelská fotbalová liga 1975/76 | 28     | 3    | Hapoel Tel Aviv FC |
| Izraelská fotbalová liga 1976/77 | 18     | 4    | Hapoel Tel Aviv FC |
| Izraelská fotbalová liga 1977/78 | 22     | 9    | Hapoel Ramla       |
| Izraelská fotbalová liga 1978/79 | 17     | 7    | Hapoel Aškelon FC  |
| CELKEM 1. liga                   | -      | -    |                    |